# Neylandville (Teksas)
Neylandville je gradić u američkoj saveznoj državi Teksas. Prema popisu stanovništva iz 2010. u njemu je živjelo 97 stanovnika.